# 365세이프타운
365세이프타운은 강원특별자치도 태백시에 위치한 체험형 테마파크로, 다양한 재난 상황을 시뮬레이션하며 안전 교육을 제공하는 시설이다. 2012년에 개장하였으며, 화재·홍수 등의 재난 상황을 가상으로 체험할 수 있는 에듀테인먼트 시설과 심폐소생술(CPR) 같은 안전 기술을 배울 수 있는 공간이 마련되어 있다.

## 주요 시설
365세이프타운은 화재안전체험관, 종합안전체험관, 챌린지월드 등 세 개의 주요 건물로 구성되어 있다.
지진, 산불, 홍수, 테러 등의 재난을 4D 영상으로 체험할 수 있으며, 항공기 탈출, 완강기 사용, 소화기 조작, CPR 수행 등 다양한 체험이 가능하다. 특히 화재안전체험관에서는 실제 소방학교 강사의 지도 하에 체험이 이루어진다.
또한 강원소방본부 주관으로 청소년을 대상으로 한 여름 안전캠프가 매년 개최된다.

## 역사
2012년 10월에 개장한 365세이프타운은 당시 국내 최대 규모의 안전 교육 테마파크였으며, 면적은 약 93만 제곱미터이다. 2014년 4월까지 누적 방문객 수는 약 10만 명에 달했다.
2015년에는 교육부로부터 국내 최초의 ‘안전체험학습장’으로 지정되어, 학교안전법에 따라 이곳에서 실시된 교육은 학생 안전교육 이수로 인정된다.
2020년부터는 입장료 2만2천 원 중 2만 원을 ‘태백사랑상품권’으로 환급해주는 정책을 시행하고 있으며, 2023년에는 10만 명 이상의 방문객이 다녀갔고 총 11억 원 상당의 상품권이 환급되었다.